# Geelsnaveleend
De geelsnaveleend (Anas undulata), ook wel geelbekeend genoemd, is een vogel uit de familie Anatidae (eendachtigen). De wetenschappelijke naam van de soort is voor het eerst geldig gepubliceerd in 1839 door Alain Dubois.

## Kenmerken
Het verenkleed is voor zowel het mannetje als het vrouwtje bruin. Ze hebben een felgekleurde, geeloranje snavel met op de bovensnavel een zwarte vlek. De lengte bedraagt ca. 55 cm.

## Voorkomen
De soort komt voor in centraal- en zuidelijk Afrika en telt twee ondersoorten:
- A. u. ruppelli: oostelijk Soedan, Ethiopië en noordelijk Kenia.
- A. u. undulata: van zuidelijk Kenia tot Angola en westelijk Zuid-Afrika.

## Beschermingsstatus
Op de Rode Lijst van de IUCN heeft de soort de status niet bedreigd.